# Superduif

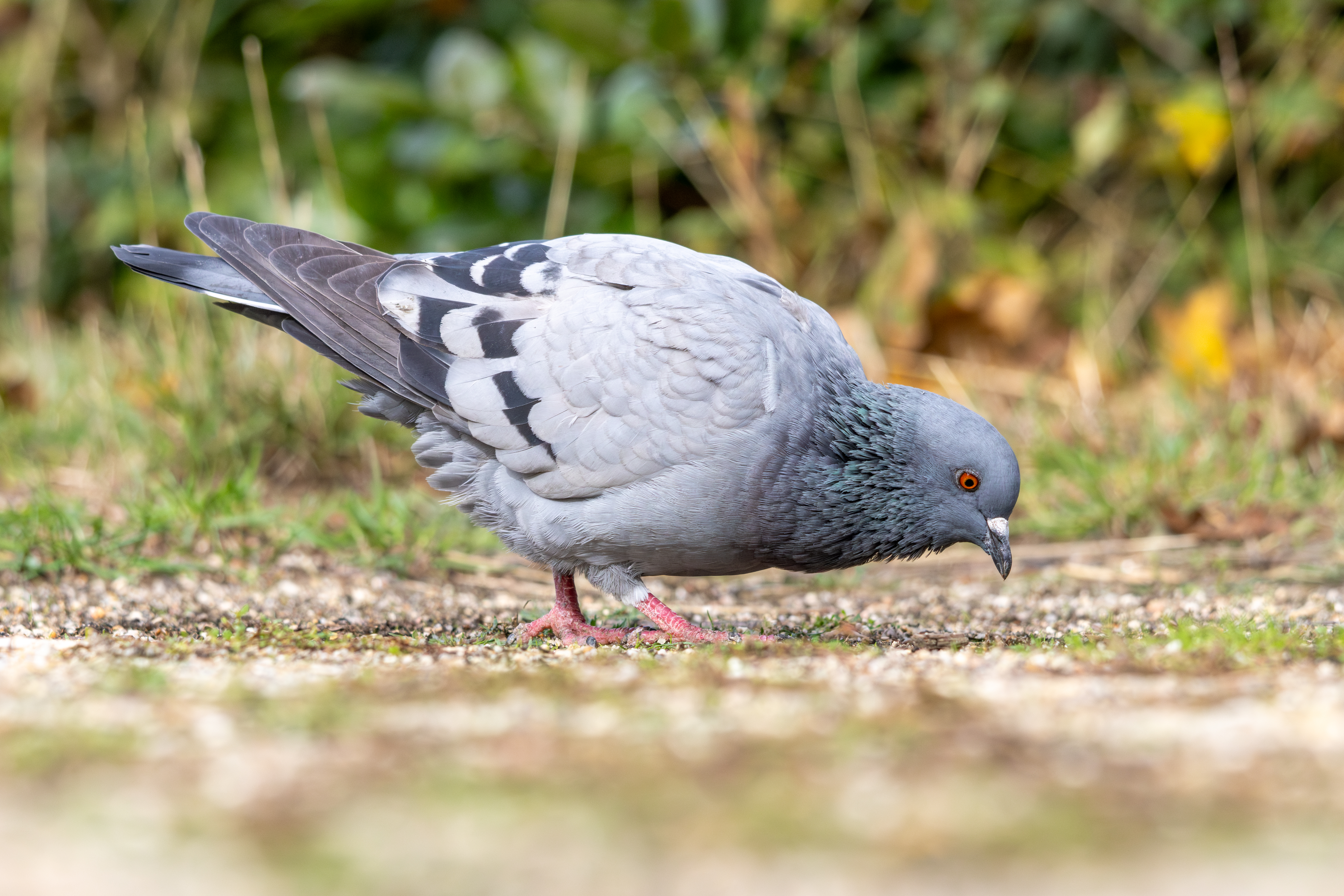
Foto van het type duif waarin de hoofdpersoon meent te veranderen

Superduif is een in 2010 verschenen boek geschreven door Esther Gerritsen. Het boek gaat over de beleveniswereld van Bonnie, aan het begin van het boek een basisschoolleerling, die gelooft dat ze in een duif kan veranderen die als superheld optreedt; een superduif.

## Plot
Het boek volgt de jonge Bonnie die relatief oude ouders heeft die haar niet zo goed begrijpen. Haar ouders weten niet zo goed wat ze met Bonnie aan moeten die dagelijks opstaat met een flinke huilpartij. Op school heeft ze weinig aansluiting, enkel met één jongetje, Manuel, uit haar klas, tot er een nieuw meisje in haar klas komt, Ine, met wie ze het goed kan vinden. 
Als Bonnie op een dag over het tuinhekje van haar ouders zweeft, doet ze het idee op dat ze kan vliegen. Als ze enige tijd later ook nog eens meemaakt dat ze in een duif verandert, besluit ze dat ze een superheld is, een 'superduif' die mensen moet redden. Haar vrienden moedigen haar hierin aan en ze vervreemd zichzelf nog meer van haar klasgenoten wanneer ze op aanraden van haar vrienden een spreekbuurt houdt over zichzelf in de vorm van superduif. Dit trekt echter weer wat bij als ze naar de middelbare school gaat en begint te schrijven voor de schoolkrant.
Uiteindelijk komt de situatie tot explosie op een schoolfeest, wanneer Manuel haar betast op het schoolplein. Bonnie gelooft dat ze op dat moment in superduif verandert en Manuel laat haar alleen, waarna Bonnie zich uitkleedt en al koerend over het schoolplein schuifelt. Haar ouders besluiten hierop dat het tijd wordt dat ze met een psychiater gaat praten. Na haar eerste gesprek met de psychiater vertelt Bonnie haar ouders voor het eerst - hiervoor had ze deze gevoelens wel maar wilde die niet delen - aan haar ouders dat ze dood wil.

## Invloeden
Door de jury van de Libris Literatuurprijs wordt het boek wel beschreven als kafkaësk. Gedurende het boek weet de lezer niet altijd wat waarheid en wat fantasie is, net als bij De gedaanteverwisseling van Kafka. Recensente Lalagè zegt hierover: "Ik ben als lezer helemaal meegegaan in Bonnies gedachten en kan haast niet geloven dat de Superduif puur verbeelding is geweest. Esther Gerritsen heeft zich knap ingeleefd in een meisje op de grens van de puberteit, met al haar onzekerheden en misschien ook wat kinderlijke fantasie, terwijl om haar heen het leven met al z’n gruwelijkheden gebeurt."
Toch is er ook wel degelijk een psychologische uitleg mogelijk. Boekenblogger Alek Dabrowski ziet de duif echter als een coping-mechanisme. Ook recensent Bob Hopman ziet het als een vorm van escapisme, maar dan wel een vorm die hij als lezer niet echt serieus kan nemen bij een meisje van deze leeftijd. Joost de Vries schreef in De Groene Amsterdammer een review van het stuk. Ook hij  sluit zich bij de analyse van Dabrovski en Hopman aan: "Natuurlijk weet de lezer dat Bonnie helemaal geen metamorfoses ondergaat. Geen van haar klasgenootjes of haar ouders zien de transformaties. Die kijken steeds net de andere kant op.
In feite schrijft Gerritsen vanuit het perspectief van een meisje dat de werkelijkheid van haar veranderende lichaam niet aandurft, gestresst is over haar nieuwe school, een meisje dat elke ochtend hysterisch huilend door haar moeder uit bed wordt gehaald - ‘Ik kan het niet. Ik kan vandaag niet opstaan!’ - en zichzelf verschuilt in een fantasiewereld."
Esther Gerritsen zelf geeft aan dat voor haar een kernthema in het boek bescheidenheid is. De rol die bescheidenheid speelde in haar eigen leven was hierbij van belang. Gerritsen zegt hierover: "Ik dacht dat beleefdheid betekende dat je op alles nee zegt." Dit veranderde toen haar docent Nederlands haar probeerde bij de schoolkrant te halen en haar op het hart drukte haar valse bescheidenheid te laten varen, een term die Gerritsen tot die tijd nog nooit had gehoord. In het boek speelt de docent Nederlands van Bonnie een vergelijkbare rol.

## Ontvangst
De ontvangst van het boek was overwegend positief. Zo schreef De Vries dat het boek grappig was en op een bepaald punt zelfs ronduit hilarisch. Dabrovski omschreef het boek als spannend en tragisch. Bob Hopman bekeek het boek uiteindelijk positief maar vond het duivenmotief ronduit vergezocht. Arie Storm leek ook niet erg gecharmeerd van het duivenmotief en noemde het boek 'psychobabbelproza'. Hij vatte zijn mening - een van de weinige negatieve - als volgt samen in zijn vernietigende recensie: "met Superduif schreef Esther Gerritsen een volkomen oninteressant boek over een volkomen oninteressant meisje, dat heel erge dingen meemaakt en daar niet zo goed mee overweg kan, en dat heeft ze gedaan in een stijl die om te huilen zo saai is. In Nederland wordt zoiets al snel met gejuich onthaald en literatuur genoemd."